# 201
201 је била проста година.

## Догађаји
- Луције Аније Фабијан и Марко Ноније Арије Муцијан постају римски конзули.
- Битка код Цангтинга: Војсковођа Цао Цао побеђује свог ривала Јуан Шаоа.
- Деције, римски цар (умро 251.)

### Новембар
- Поплава у Едеси уништава хришћанску цркву, усмртивши преко 2.000 људи.

## Смрти
- Трајан Деције - римски цар